# Save You (песня Simple Plan)
Save You — третий и последний официальный сингл группы Simple Plan с одноименного альбома. Пьер Бувье в интервью сказал, что песня посвящена его брату, у которого был обнаружен рак. В одноименном клипе приняли участие около 100 человек, когда-либо болевших раком, в числе которых был и родной брат солиста.

## Видео
Клип был снят в сентябре. Премьера видео состоялась пятницу, 24 октября 2008 года.
Видео было представлено в двух версиях на сайте группы.

## Список композиций
1. "Save You" (Single Version) - 3:45
2. "Welcome to My Life" (Live from Laval) - 5:06
3. "Addicted" (Acoustic) (Live in NYC) - 3:54

## Чарт
| Чарт (2008)               | Макс позиция |
| ------------------------- | ------------ |
| Австралия (ARIA)          | 92           |
| Канада (Canadian Hot 100) | 18           |
| Чехия (Rádio — Top 100)   | 95           |